# Andropogon distachyos
Andropogon distachyos  es una especie de planta herbácea perteneciente a la familia Poaceae. Se encuentra distribuida principalmente en sur de Europa

## Descripción
Planta cespitosa perenne decumbente de hasta 90 cm de altura, sin ramificar. Vaina de las hojas glabras. Lígula muy corta, de menos de un milímetro, membrana con flecos diminutos; laminas de 7–24 cm × 2–9 mm, escasamente pilosa, plana, disminuyendo en un fino ápice. Espigas en pares terminales de 6 a 6,5 cm de longitud, cilíndricas. La arista del orden de seis veces la longitud de la glumela.

## Hábitat y distribución
habita en pastizales vivaces xerofíticos.
Se distribuye por el sur de Europa y cuenca del Mediterráneo

## Taxonomía
Andropogon distachyos fue publicada por Carlos Linneo en Species Plantarum 2:1046. 1753. nom. cons. "distachyon".

## Sinonimia
NOTA: Los nombres que presentan enlaces son sinónimos en otras especies:
- Andropogon distachyos var. dasystachys Hack.Monogr. Phan., 6: 462, 1889
- Andropogon distachyos var. hirtus
- Andropogon sanguinarius Schreb.
- Apluda distachya (L.) P.Beauv.
- Apluda distachyos (L.) P.Beauv., 1812
- Chrysopogon distachyos (L.) L.Rossi
- Cymbachne distachya (L.) Vierh., 1919
- Diectomis distachya (L.) P.Beauv., 1812
- Holcus distachyos (L.) Roem. & Schult.  Syst. Veg., 2: 657, 1817
- Holcus liburnicus Scop.  Fl. Carniol., ed. 2. 2: 276. 1772
- Pollinia distachya Spreng., Pl. Min. Cogn. Pug. 2: 12. 1815
- Sorghum distachyum Kuntze,  Revis. Gen. Pl. 2: 791. 1891 [5 Nov 1891]